# Benedetta Durando
Benedetta Durando (Santa Margherita Ligure, 15 de octubre de 1985) es una deportista italiana que compitió en esgrima, especialista en la modalidad de florete. Ganó dos medallas en el Campeonato Europeo de Esgrima, oro en 2013 y bronce en 2004.

## Palmarés internacional
| Campeonato Europeo | Campeonato Europeo     | Campeonato Europeo | Campeonato Europeo  |
| Año                | Lugar                  | Medalla            | Prueba              |
| ------------------ | ---------------------- | ------------------ | ------------------- |
| 2004               | Copenhague (Dinamarca) | Medalla de bronce  | Florete por equipos |
| 2013               | Zagreb (Croacia)       | Medalla de oro     | Florete por equipos |